# 鉄拳タッグトーナメント
『鉄拳タッグトーナメント』（てっけんタッグトーナメント、Tekken TAG Tournament）は、ナムコより1999年に稼働された対戦格闘ゲームである。鉄拳シリーズの第4作目だが、ナンバリングは打たれず、シリーズ本編のストーリーに関わりを持たない番外作となっている。「鉄拳TT」あるいは「TTT」と略されることが多い。

## 製品
- アーケード版：1999年7月稼働開始（SYSTEM12）
- PlayStation 2版：2000年3月30日発売
- PlayStation 3版：2011年12月1日発売

## 特徴
タイトルの通り、プレイヤーは30名を超えるキャラクターの中からそれぞれ2名を選択し、タッグ戦で闘うという内容のゲーム。従来の1レバー+4ボタンに新たに「タッグチェンジボタン」を追加。このボタンはキャラクターがフリーで動ける状態であればプレイ中は常に交代させることができ、空中コンボを決めている間にも交代が可能（このシステムを利用した「タッグコンボ」というものもある）。2人とも倒す必要は無く、一方の体力を0にした時点で勝利となる。交代によって後ろに下がっているキャラクターの体力は、受けたダメージの量により上限があるが少しずつ回復する（回復可能な範囲は赤いゲージで表現される）。旧作からいくらかのキャラクターが復活し、キャラクター数はかなり多い。
お祭り的な内容のゲームであるため、メインストーリーは特に無し。本作は厳竜の夢の中という設定であり、催者は厳竜である。

### タッグモード
通常チェンジ
タッグチェンジボタンを押すことで現在戦っているキャラが画面外へ走り去り、代わりにパートナーキャラクターが走ってくる。ただし、画面外に走り去る途中で攻撃を受けると交代はキャンセルされる。三島一八とデビルのペアの場合は変身する。
起き上がりチェンジ
自キャラがダウン中にチェンジボタンを押すことで交代する。これも相手の攻撃によって止められる可能性はある。
受け身チェンジ
自キャラがダウンする攻撃を受けた時に、着地と同時にチェンジボタンを押すと、即座に交代する。
チェンジ投げ
チェンジボタン+RPボタンを同時押しで、相手を投げると同時に後退し、交代したパートナーが倒れた敵に追い討ちをかける。

### 怒りシステム
戦っているキャラが相手からの攻撃を特定回数受けると、控えているキャラの体力ゲージの枠が赤く点滅して「怒り状態」となる。怒りが鎮まるまでの一定時間は攻撃力が1.3倍にアップする。パートナーがどれだけ攻撃されると「怒り状態」になるのかはキャラの組み合わせによって違いがあり中には全く怒らない組み合わせもある。

## PlayStation 2版
2000年3月30日には鉄拳シリーズ初のPlayStation 2用ソフトとして発売された。
こちらはSYSTEM12よりも高性能なPS2での発売ということでキャラクター・背景ともにグラフィックが一新され、グラフィックが美麗になっている。またタッグによる2人協力プレイやマルチタップを用いて4人プレイを行うことも可能。タッグバトルモードがメインだが、1対1で戦える「1on1」モードも追加されている。
家庭用鉄拳シリーズ恒例の新規オープニングムービーやエンディングムービー、プラクティスモードなども追加されている。BGMはアーケード版をベースにしたアレンジ曲で刷新され、アーケード版オリジナルのBGMは未収録となっている。
PS2版ではアーケード版では使用できなかったアンノウンが使用可能。アンノウン使用中はR3ボタンを押すごとにモーションがランダムで入れ替わる。
また、鉄拳キャラクターを使ったボウリングが行えるミニゲーム「鉄拳ボウル」モードが搭載されている（詳細は後述）。
国内版はインターレース表示によるジャギーやフリッカーが目立ったが、海外版はフィルタリング処理により、ある程度軽減されている。韓国版はタイトル画面のロゴ表示が一回り小さくなり、バックにファランとベクのイラストが挿入されている。
『鉄拳ハイブリッド』の公式サイトによると、全世界累計販売本数は436万本。

## PlayStation 3版
今作をHD化した『鉄拳タッグトーナメント HD』、3DCG映画の『鉄拳 BLOOD VENGEANCE』、その映画に登場するキャラクターに焦点を当てたアーケード版最新作の特別版『鉄拳タッグトーナメント2プロローグ』を1枚に収録した『鉄拳 ハイブリッド』が2011年12月1日に発売された。通称『TTHD』。

## 登場人物
これまでの『鉄拳』『鉄拳2』『鉄拳3』に登場したキャラクターのほぼ全てが登場する。
| デフォルトキャラクター - 風間仁（かざま じん） - 凌曉雨（リン・シャオユウ） - 花郎（ファラン） - エディ・ゴルド / タイガー・ジャクソン - ポール・フェニックス - フォレスト・ロウ - ニーナ・ウィリアムズ - キング - 吉光（よしみつ） - 雷武龍（レイ・ウーロン） - 風間準（かざま じゅん） - ミシェール・チャン - 白頭山（ペク・トー・サン） - アンナ・ウィリアムズ - アーマーキング - 巌竜（がんりゅう） - ガンジャック - ジュリア・チャン - ブライアン・フューリー - 三島平八（みしま へいはち） | タイムリリースキャラクター - 州光（くにみつ） - ブルース・アーヴィン - ジャック‐2（‐ツー） - 李超狼（リー・チャオラン） - 王椋雷（ワン・ジンレイ） - ロジャー / アレックス - 三島一八（みしま かずや） - クマ / パンダ - オーガ - トゥルーオーガ - プロトタイプジャック - 鉄人（てつじん） / 木人（もくじん） - デビル / エンジェル 最終ボスキャラクター - アンノウン |

## 鉄拳ボウル
PlayStation 2版に搭載されたミニゲームであり、本編と同じように二人でペアを組み、それぞれがボウリングの1投目と2投目を投球する内容となっている。パワーファイターの方が投球威力が強いが、その代わりにコースが合わせにくいという特徴がある。またジャック系、吉光、ブライアンの各サイボーグ系キャラクターは、投球時にレーダースコープを表示させてコースを微調整することができる。このほかにもレーン外にいる観客にボウルを当てたり、転倒したキャラクターがレーンを滑走してピンを倒す（ファウル判定）といった要素もある。

## その他
- 本作は『鉄拳4』の開発が先だった[6]ものの、ナムコ上層部から一度キャンセルの上「鉄拳3の基板を使って」「タイトルに『鉄拳』と付く新作を」「短い開発期間で」「売れるモノを」という難題を強いられていた中から生み出された作品である（話を聞いた原田勝弘が『鉄拳3』でメモリがまだ余っていたことを思い出して5分で企画したという説もある[7]）。これらの理由により、アーケード版のグラフィックは『鉄拳3』とほとんど変わりがない。ステージや『鉄拳3』のキャラクターは既存の使い回しで、それに『鉄拳2』のキャラクターを追加してバランスを調整していくという場当たり的な開発だった。
- アーケード版のオープニングにはリーの愛車としてS2000が登場しているが、これはホンダ公認である。このムービーは国内版限定で、海外版ではポールがオートバイで滑走するシーンに差し替えられている。
- アンノウンのエンディングムービーは、他のキャラクターのエンディングとは比較にならないほど美麗に作られており、SIGGRAPH2000にてオープニングムービーとゲーム映像と共に受賞した[8][3]。